# Goldfus (Adelsgeschlecht)

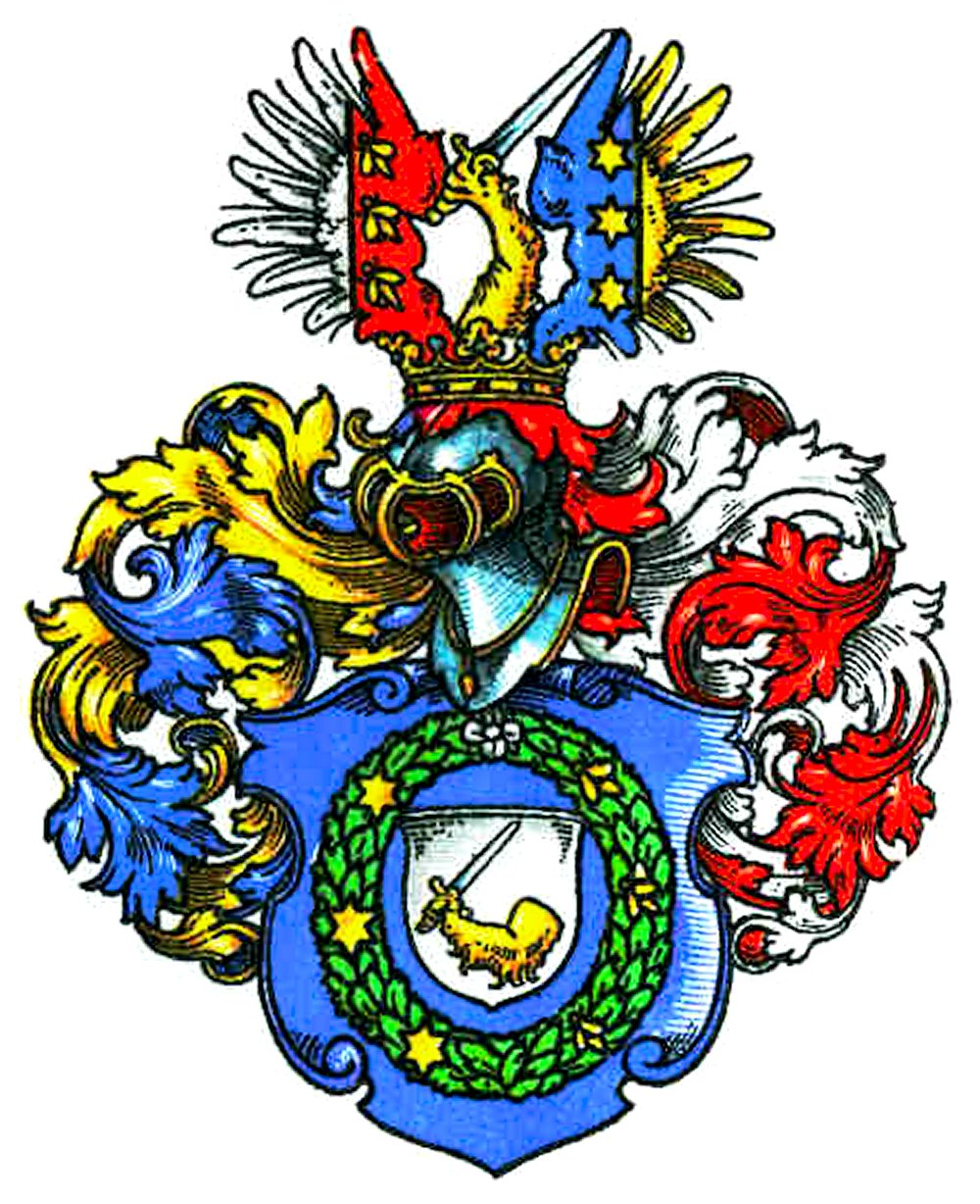
Wappen derer von Goldfus im Schlesischen Wappenbuch von A. von Krane

Goldfus bzw. Goldfuß (auch: Goldfuss) war der Name eines schlesischen Adelsgeschlechts, das auch in der Mark Brandenburg begütert war.

## Geschichte
Der Überlieferung nach soll das adlige Geschlecht aus dem Heiligen Römischen Reich stammen und im 16. Jahrhundert in das Nürnberger Patriziat aufgestiegen sein. Ein Zweig lässt sich seit dem 17. Jahrhundert in Schlesien nachweisen. Michael von Goldfuß verteidigte im Dreißigjährigen Krieg das Kloster Heinrichau gegen die Schweden. Sein Sohn Michael Dyonisius war kaiserlicher Hauptmann, königlich-böhmischer Rat und Oberinspektor der Malteser-Kommende in Klein Öls, auf der er residierte. Er besaß das Gut Pristram bei Nimptsch.  1680 war Hans Magnus von Goldfuß kurbrandenburgischer und später königlich-preußischer Rat. Am 8. Juni 1678 erhielt er das Ritterdiplom. Er war mit einer Tochter des Dichters Daniel Caspar von Lohenstein verheiratet, die ihm die Güter Kittelau und Reisenau im Fürstentum Brieg zubrachte. Im 19. Jahrhundert erscheint Friedrich von Goldfuß als königlich-preußischer Kriegs- und Domänenrat und General-Landschafts-Repräsentant am Breslauer Oberamt sowie ein Major von Goldfuß, Herr auf Niklasdorf im Kreis Strehlen. 1857 bekleidete Adalbert von Goldfus, Herr auf Groß Tinz im Kreis Breslau, das Amt des königlich-preußischen Landrates und Landesältesten. Dessen Sohn Silvius von Goldfus fungierte von 1855 bis 1862 als königlich-preußischer Landrat des Kreises Nimptsch.

## Besitzungen

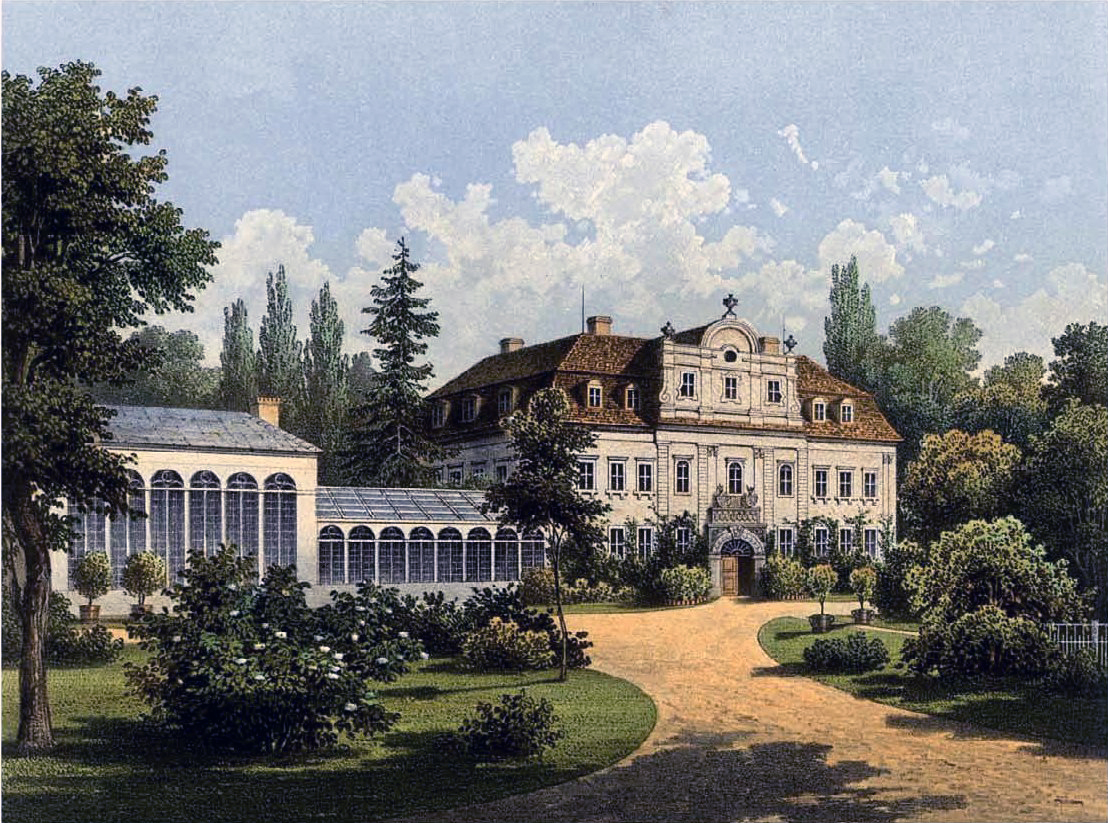
Schloss Kittelau 1860/61, nach Sammlung Alexander Duncker

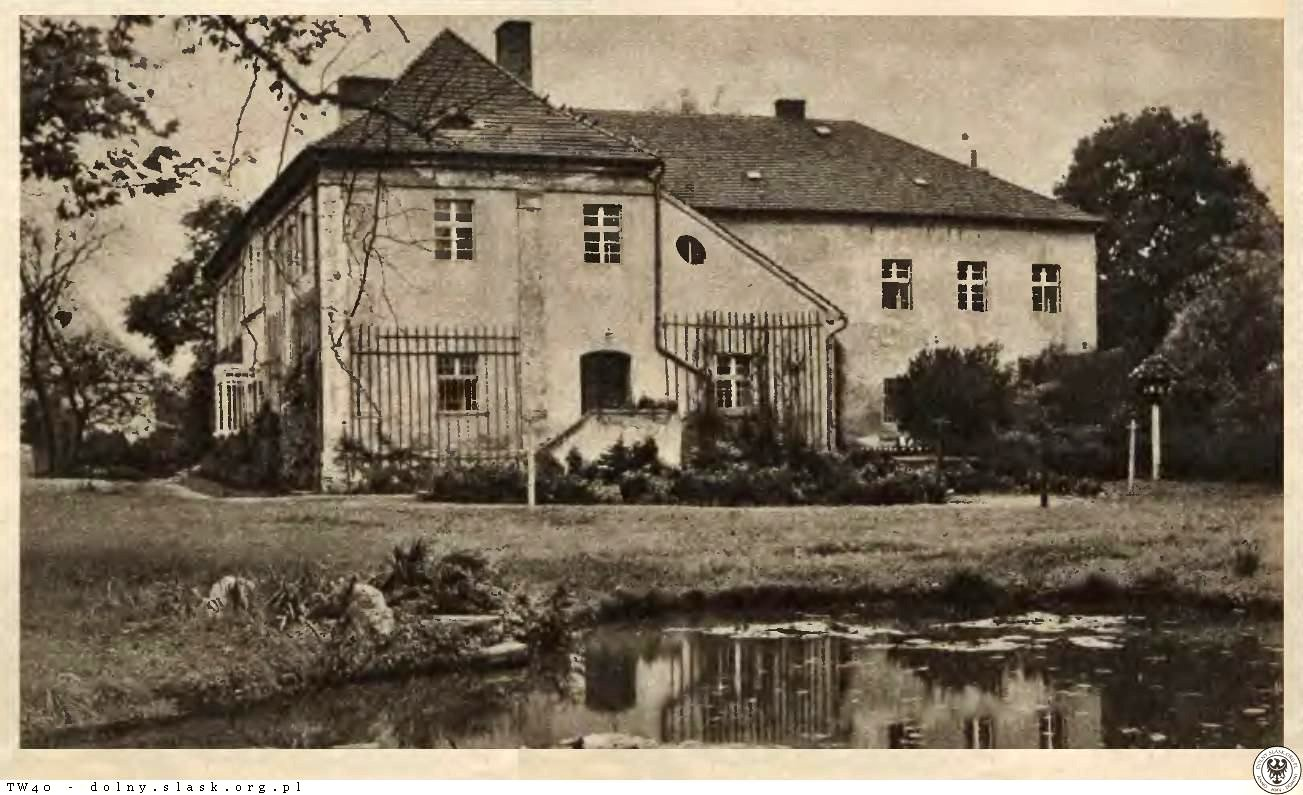
Schloss Pristram

- Groß Tinz
- Kirschbaum
- Kittelau
- Niederkunzendorf
- Niklasdorf
- Pristram
- Reisenau
- Roßwitz bei Nimptsch
- Zechslwitz

## Wappen
Silberner Schild, in der Mitte ein mit Sternen besetztes Herzschild, auf dem ein geharnischter Arm ein Schwert nach links hält. Auf dem Helm ein offener Flug, auf jedem Flügel zwei Sterne, zwischen den Flügeln der geharnischte, ein Schwert haltende Arm.
Das Wappen von 1678 zeigt in Blau innerhalb eines rechts mit drei goldenen Sternen, links mit drei goldenen Bienen belegten grünen Lorbeerkranzes ein silbernes Schildchen, darin ein goldener Löwenfuß mit Schwert. Auf dem Helm mit rechts blau-goldenen, links rot-silbernen Decken der Löwenfuß zwischen offenem Fluge, rechts rot mit silbernen Schwingen und bestreut mit den drei goldenen Bienen, links blau mit goldenen Schwingen und bestreut mit den drei goldenen Sternen.
Wappenvarianten

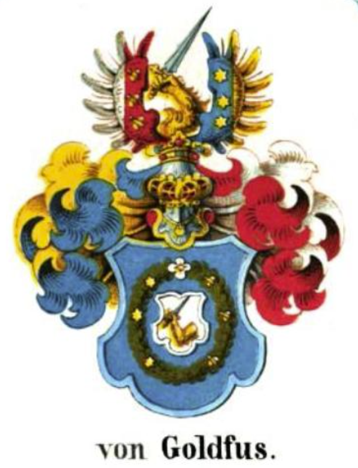
Leonhard Dorst, Schlesisches Wappenbuch, 1847
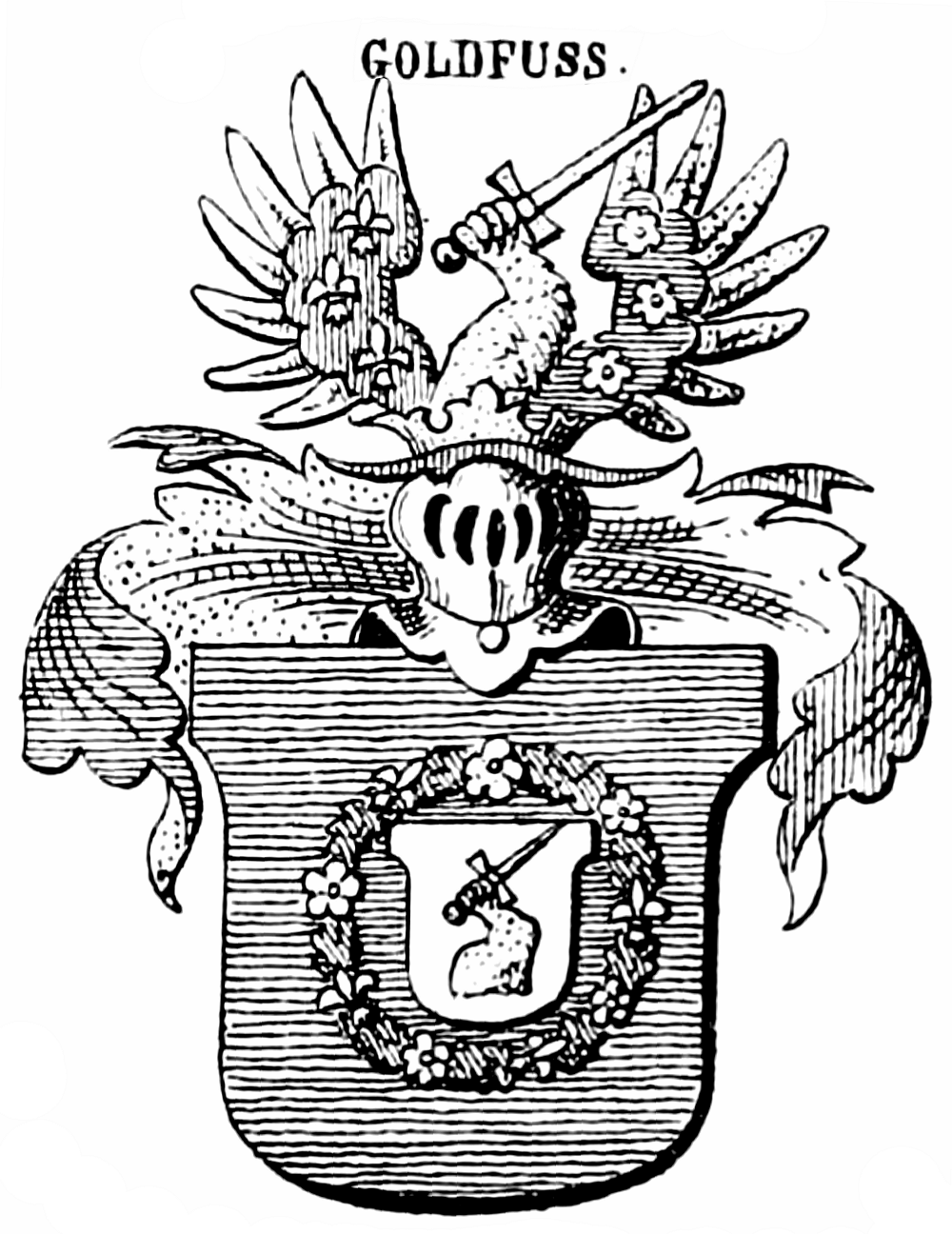
Siebmachers Wappenbuch, Preußen, 1878
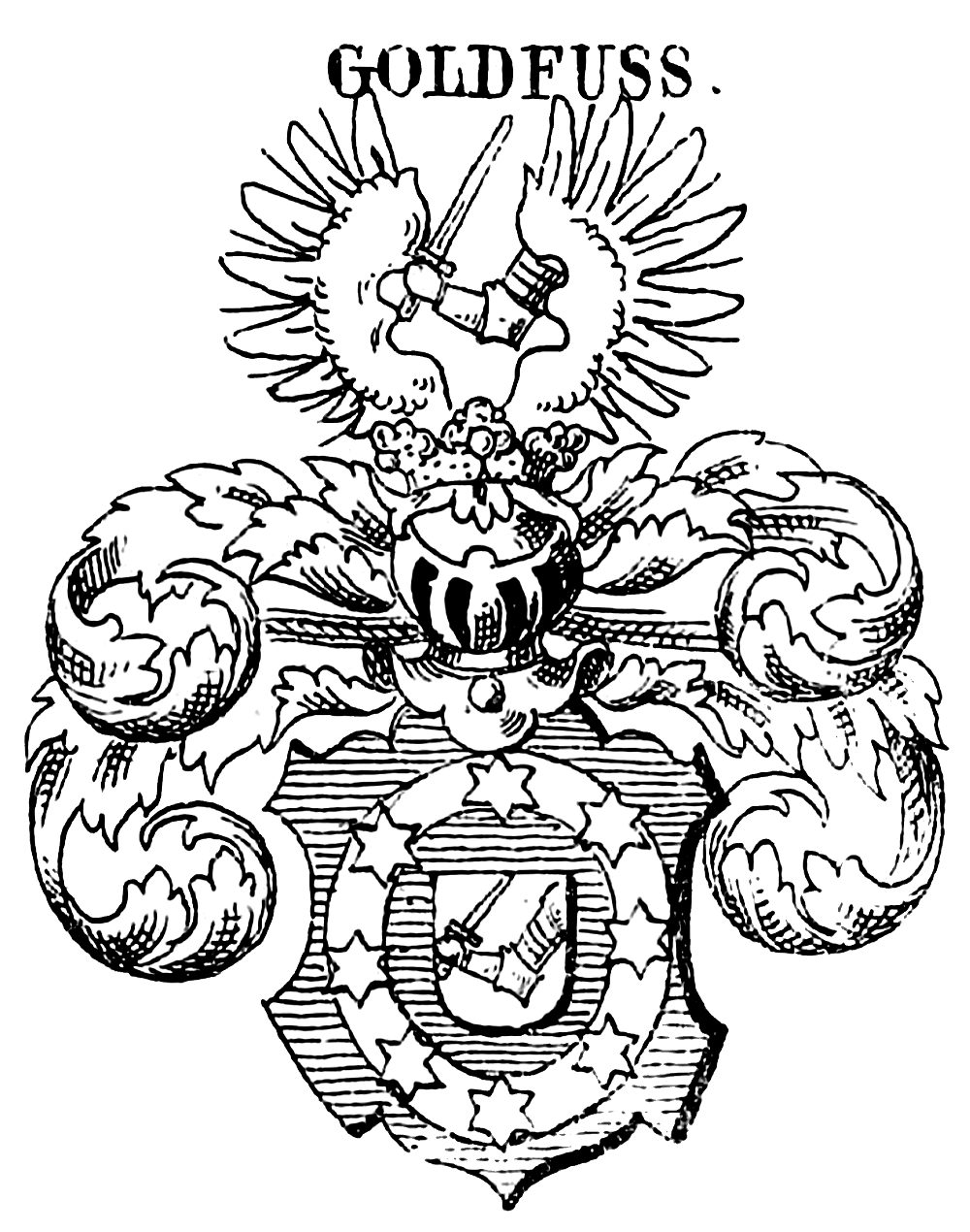
Siebmachers Wappenbuch, Mark Brandenburg, 1880
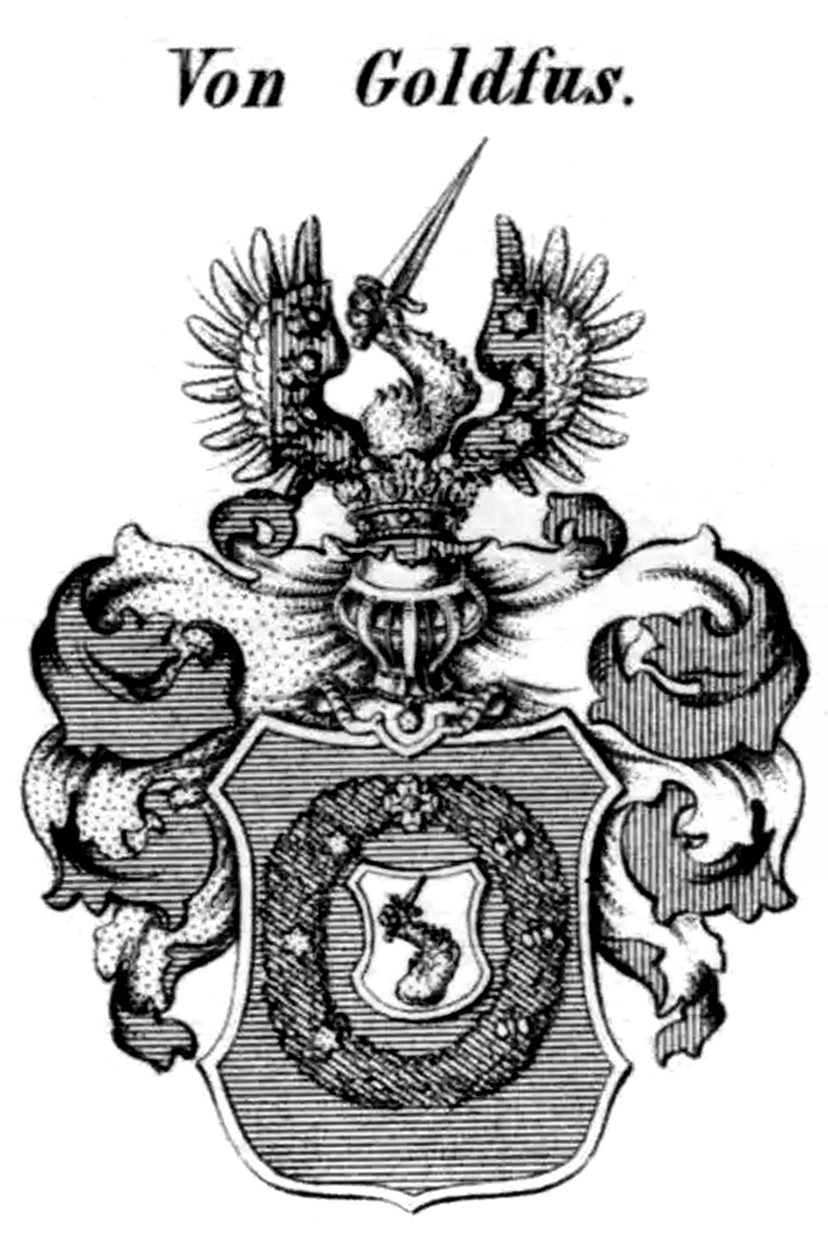
Wappenabbildung ca. 1880

## Genealogie (Auswahl)
1. Michael Dyonisius, kaiserlicher Hauptmann, Oberinspektor der Malteser-Kommende, Herr auf Pristram († 1664); ⚭ 1639 Susanna Treptau von Rosenheim († 27. Dezember 1682)
  1. Hans Magnus, königlich preußischer Rat, Herr auf Pristram, Kittelau, Reise, Roßwitz und Kirschbaum (1647–1716); ⚭ 1. Ursula Barbara von Strachwitz, ⚭ 2. Elisabeth von Lohenstein (1660–1709)
    1. Hans Ferdinand, königlich-preußischer Major, Herr auf Reisenau und Zechslwitz (1686–1753); ⚭ Rosina Elisabeth von Jägersburg (1691–1736)
      1. Georg Ferdinand, Offizier des Kröcherischen Regiments (1711–1752), starb unverheiratet in Geldern
      2. Charlotte Elisabeth (* 2. Juli 1713); ⚭ NN Freiherr von Schallenfeld
      3. Juliana Eleonora (* 1715), lebte unverheiratet in Kittelau
      4. Renata Christina Elisabeth (1717–1754)

    2. Carl Magnus, kaiserlicher Hauptmann, Herr auf Kittelau (1689–1733); ⚭ 1715 Maria Catharina von Kindler, Frau auf Niklasdorf (1689–1759)
      1. Louise Charlotte (* 1716); ⚭ 1748 Friedrich Wilhelm von Siegroth, königlich-preußischer Oberst, Herr auf Niederkunzendorf
      2. Sophia Elisabeth (1723–1799); ⚭ 1. 1754 Hermann Friedrich von Radecke, königlich-preußischer Major, Herr auf Taschenberg und Niklasdorf; ⚭ 2. 1780 Heinrich Sebastian von Reppert, königlich-preußischer Generalleutnant, Herr auf Klein-Karlowitz
      3. Carl Silvius, Landesältester des Fürstentums Münsterberg, Deputierter des Kreises Nimptsch, Herr auf Kittelau (* 29. März 1724); ⚭ 1754 Henriette Juliane von Taubadel (* 23. Mai 1742)
        1. Carl Friedrich, königlich-preußischer Kriegs- und Domänenrat (1761–1817); ⚭ 1791 Gottliebe Friederike von Bomsdorff[3]